# Patriarchalny Sobór Zmartwychwstania Pańskiego w Kijowie
Patriarchalny Sobór Zmartwychwstania Pańskiego w Kijowie (ukr. Патріарший Собор Воскресіння Христового) – katedra Ukraińskiego Kościoła Greckokatolickiego w Kijowie, stolicy Ukrainy. Budowę świątyni rozpoczęto w 2004. Katedra posiada złote kopuły i krzyże. Znajduje się na lewym brzegu Dniepru. Przy katedrze mieści się siedziba eparchy kijowsko-halickiego Swiatosława Szewczuka.
27 marca 2011 roku sobór został otwarty intronizacją nowego zwierzchnika Kościoła greckokatolickiego, którym został wspomniany wyżej Swiatosław Szewczuk.